# 马蒂·穆尔托
马蒂·穆尔托（芬蘭語：Matti Murto，1949年4月9日—2013年8月19日），芬兰男子冰球运动员。他曾代表芬兰参加1972年和1976年冬季奥林匹克运动会冰球比赛，分别获得第五名和第四名。